# Zygmunt I Święty

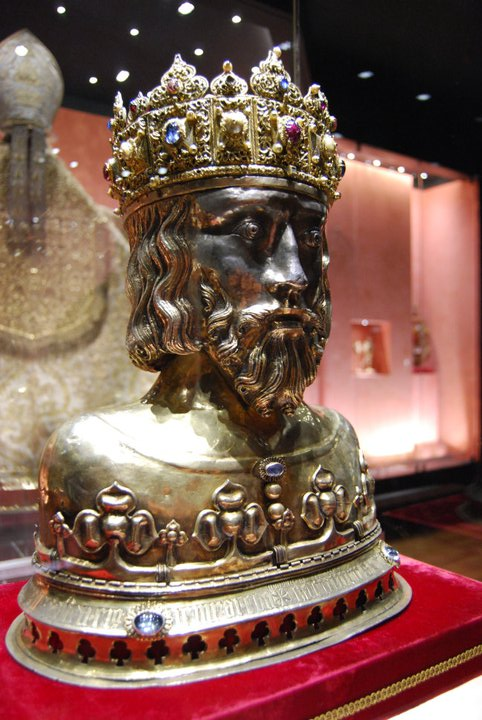
Relikwiarz (herma) św. Zygmunta

Zygmunt I Święty, święty Zygmunt (ur. po 472 roku w Lyonie, zm. 1 maja 523 roku w Saint-Peravy-la-Colombe) – król Burgundów w latach 516–523, święty Kościoła katolickiego, męczennik.

## Życiorys
Zygmunt był synem Gundobada, króla Burgundów. Zapewne jeszcze za życia ojca rządził częścią państwa, jednak nie wiadomo w jakim zakresie, ani którym terytorium. Był arianinem, ale po 501 roku – pod wpływem nauk Awita, biskupa Vienne – przeszedł na katolicyzm. Znakiem nawrócenia stał się ufundowany w roku 515 klasztor św. Maurycego w Agaune. Po śmierci ojca, w roku 516 został samodzielnym władcą.
Po śmierci pierwszej żony, córki króla Ostrogotów Teodoryka Wielkiego, ożenił się powtórnie. Spowodowało to ostry konflikt między synem Zygmunta z pierwszego małżeństwa, Sigerykiem, a macochą. Według Grzegorza z Tours, nowa królowa oskarżyła pasierba o spisek, zamiar zamordowania ojca i chęć sięgnięcia po władzę nad całym krajem. W roku 522 Sigeryk wywołał awanturę na dworze, gdy ujrzał macochę w sukni swojej matki. Podenerwowany Zygmunt – według przekazu Grzegorz z Tours – za radą żony kazał dosypać synowi do wina środek nasenny. Kiedy Sigeryk zasnął, król polecił dwóm sługom obwiązać jego szyję serwetą, ciągnąć jej końce w przeciwnych kierunkach i udusić go. Czyn ten wywołał wielkie oburzenie w Burgundii, a Zygmunt musiał odbyć publiczną pokutę. Wyruszył na pielgrzymkę do klasztoru świętego Maurycego. Tam spędził wiele miesięcy poszcząc i modląc się. Dopiero wobec zbliżającej się wojny powrócił na dwór w Lyonie.
Śmierć Sigeryka stała się dla Teodoryka pretekstem do najechania Burgundii. W roku 523 Zygmunt przegrał wojnę z Ostrogotami; próbował ratować się ucieczką do klasztoru świętego Maurycego, gdzie szukał azylu. Tuż przed klasztorem, sprzymierzony z Teodorykiem król Franków Chlodomer, pochwycił Zygmunta wraz z żoną i dziećmi. Przez kilka miesięcy przetrzymywano ich w Orleanie. Tymczasem brat Zygmunta, Godomar, zgromadził wokół siebie resztki wojsk burgundzkich i nadal prowadził walkę przeciwko Ostrogotom i Frankom. W tej sytuacji Chlodomer, mimo próśb biskupa Awita, postanowił zgładzić Zygmunta, symbol oporu Burgundczyków. Rozkazał przewieźć całą rodzinę do podorleańskiej wioski Saint-Peravy-la-Colombe i wrzucić wszystkich do studni.

## Kult

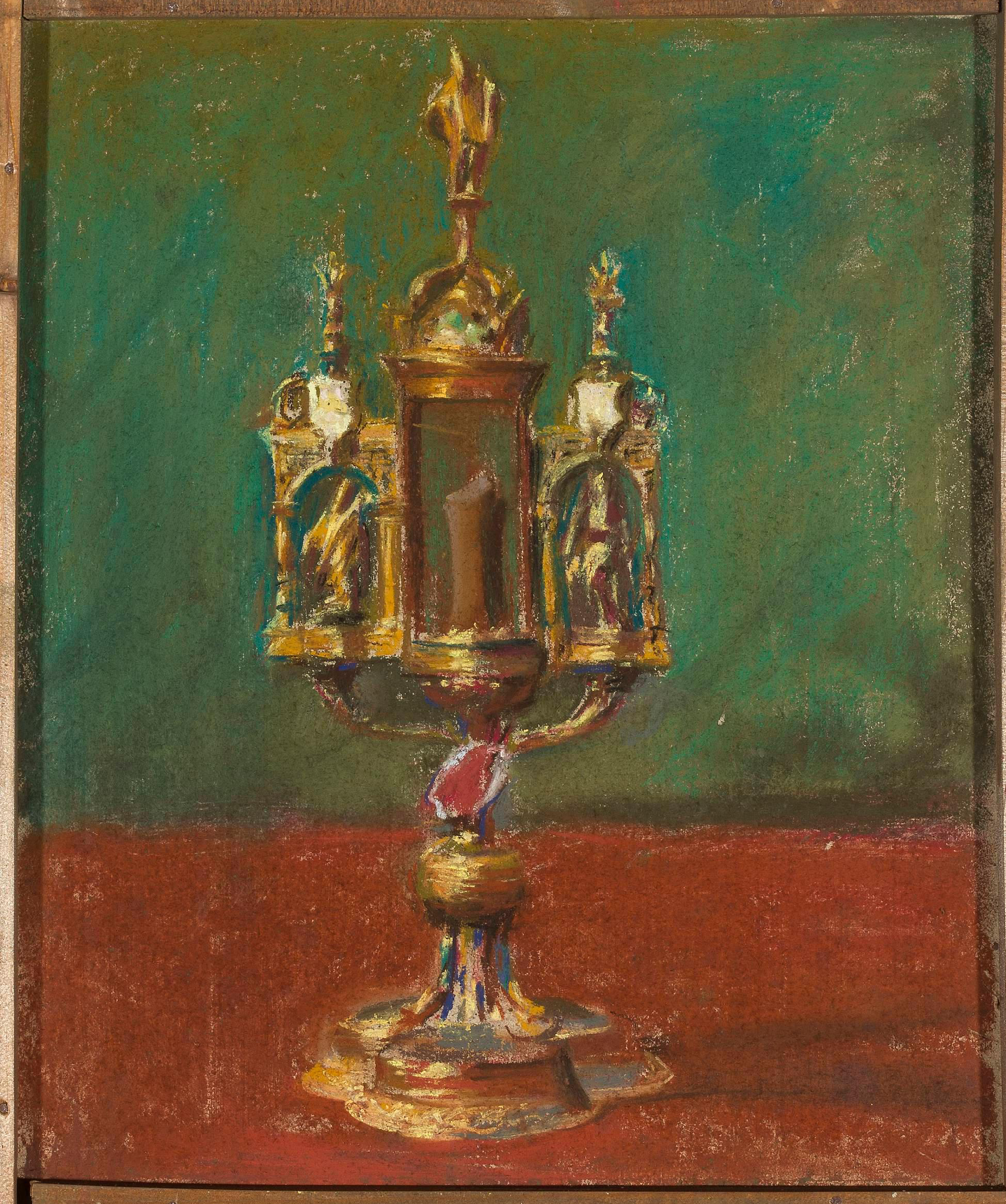
Relikwiarz na relikwie św. Zygmunta z fundacji króla Zygmunta I z katedry wawelskiej na pastelu Leona Wyczółkowskiego z cyklu Skarbiec wawelski

Tradycja zachowała w pamięci Zygmunta jako króla pobożnego. Chętnie porównywano go z królem Dawidem, który dopuścił się zbrodni, ale odpokutował swój grzech. Św. Grzegorz z Tours nazywa św. Zygmunta męczennikiem. Jako taki też odbiera cześć.

### Relikwie
Ciało św. Zygmunta przeniesiono do kościoła opactwa św. Maurycego. Do dziś spoczywa ono tam w kosztownym i artystycznym sarkofagu. Część relikwii złożono w osobnym relikwiarzu, by je można było wystawić i nieść w czasie procesji. W wieku XIV i XV św. Zygmunt należał do najpopularniejszych świętych Europy, jako wzór cnót rządzących, i jako taki czczony przez domy królewskie Luksemburgów i Jagiellonów.
Szczególną czcią otacza św. Zygmunta diecezja płocka. W roku 1166 biskup Werner przywiózł do Płocka z Akwizgranu jako dar cesarza Fryderyka I część czaszki św. Zygmunta. Król polski Kazimierz III Wielki zamówił u złotników krakowskich kosztowną hermę – relikwiarz świętego Zygmunta, popiersie świętego, w którym umieszczono tę relikwię. Hermę zdobi diadem piastowski z XIII w., ozdobiony szafirami, rubinami i perłami.

### Patronat
Św. Zygmunt jest patronem m.in. miasta Cremony, wzywanym przez wiernych jako orędownik podczas malarii i przepukliny, a w Polsce:
- parafii i kościoła w Częstochówce (Częstochowa)[6];
- parafii wojskowej w Jarocinie[7];
- parafii i kościoła w Kleszczelach[8];
- parafii i kościoła w Koźlu (Kędzierzyn-Koźle)[9];
- parafii i kościoła w Królewie[10];
- parafii i kościoła w Kraszewie[11];
- parafii i kościoła w Łosicach[12];
- parafii i kościoła w Opinogórze Górnej[13];
- miasta Płocka[5], płockiej parafii katedralnej[14] i kapituły katedralnej płockiej, która otrzymała od cesarza Maksymiliana w 1518, w czasie wizyty biskupa Erazma Ciołka, herb królów burgundzkich zawierający koronę burgundzką (stał się on herbem jurydyki Kamion należącej do Kapituły - obecnie dzielnica Kamionek w Warszawie). W bazylice płockiej ma osobną kaplicę;
- parafii i kościoła w Pniowie[15];
- kościoła w Rososze[16];
- parafii i kościoła w Siennie[17];
- parafii i kościoła w Słomczynie[18];
- parafii i kościoła na Starych Bielanach (Warszawa)[19];
- miasta Szydłowca[5], parafii, kościoła[20] i dekanatu;
- kaplicy Zygmuntowskiej na Wawelu (Kraków)[21];
- parafii i kościoła w Wawrzeńczycach[22];
- parafii i kościoła w Żelichowie[23];
- kościoła w Żukowie[24].

Jego wspomnienie obchodzone jest w rocznicę śmierci 1 maja (w Polsce wspomnienie św. Zygmunta i imieniny są obchodzone 2 maja).

### Ikonografia
W ikonografii atrybutem świętego jest studnia, w której został utopiony. Jest też przedstawiany w stroju królewskim w koronie i z berłem jako władca, albo rzadziej w czerwonym stroju i palmą męczeńską.